# Мне не жить без тебя
Мне не жить без тебя (исп. Te sigo amando) — мексиканская 115-серийная мелодрама с элементами драмы 1996 года телекомпании Televisa. Лауреат премий ACE и TVyNovelas.

## Сюжет
Юлисса Торрес-Кентеро — красивая молодая девушка высокого социального класса очень рано осиротела, и поэтому её воспитали бабушка Донья Паула — очень жестокая женщина и симулянтка, и её старший брат Алехандро. Донья Паула вследствие своего характера лишается всего — дома, денег и вынуждена жить в руинах и тогда она решила вложить все свои последние гроши землевладельцу Игнасио Агирре с целью избежать нищеты. Игнасио Агирре оказался безжалостным и жестоким человеком, который ненавидит всех людей, и они в свою очередь ненавидят его, особенно его родная сестра Летисия.

## Создатели телесериала

### В ролях
- Claudia Ramírez - Yulissa Torres-Quintero
- Луис Хосе Сантандер - Luis Ángel Zaldívar
- Sergio Goyri - Ignacio Aguirre
- Olivia Collins - Leticia Aguirre
- Кэти Хурадо - Justina
- Кармен Монтехо - Paula Garza Vda. de Torres-Quintero
- Хуан Мануэль Берналь - Alberto Torres-Quintero
- María Rojo - Felipa
- Магда Гусман - Ofelia
- Гильермо Муррай - Arturo Aguirre
- Рене Муньос - Padre Murillo
- Моника Прадо - Estela Zaldívar
- Аурора Клавель - Tránsito
- Harry Geithner - Lencho
- Osvaldo Benavides - Lazarito
- Алехандра Прокуна - Elisa
- Lorena Enríquez - Consuelo
- Lucha Moreno - Emilia
- Фабиан Роблес - Óscar
- Ella Laboriel - Clarita
- Guillermo Lara - Hurtado
- Виктор Карпинтейро - Roberto
- Héctor Parra - Enrique
- Эдуардо Линьян - Julio
- Артуро Лорка - Chucho
- Paty Thomas - Silvia
- América Gabriel - Claudia
- Ядира Каррильо - Teresa
- Куно Бекер - Humberto
- Марга Лопес - Montserrat
- María Clara Zurita - Marina
- Тео Тапия - Dr. Zavala
- Nerina Ferrer - Martina
- Alejandro Rábago - Fidencio
- Tito Reséndiz - Octavio
- Consuelo Duval - Natalia
- Гильермо Агилар - Dr. Martínez
- Florencia Cuenca - Lucecita
- Melba Luna - Rosa
- Rocío Yaber - Efigenia
- Alejandro Villeli - Gudelio
- José Antonio Ferral - Cubillas
- Jesús Betanzos - Chava
- María Eugenia Bravo - Enfermera
- Alberto Chávez - Cirilo
- Kokin Li - Omar
- Sergio Morante - Juan
- Marcelo Portela - Silverio
- Manuel Rabiela - Mario
- Roxana Ramos - Carmelita
- Mariana Rosaldo - Dorita
- Javier Ruiz - Tomás
- Фелисия Меркадо - Dra. Carmen
- Cristina Saralegui
- Chela Castro - Doña Eleonor
- Juan Gabriel - Juan Gabriel
- Ариэль Лопес Падилья - Doctor
- Рауль Маганья - David

### Административная группа
- оригинальный текст - Delia Fiallo
- либретто и телевизионная версия - Карлос Ромеро, Рене Муньос
- Edición literaria: Ricardo Fiallega
- Escenografía: Ricardo Navarrete
- художники по костюмам: Dulce María Penetre, Rossana Martínez
- Diseño de imagen: Mike Salas
- Ambientación: Eneida Rojas
- главная тема заставки: Te sigo amando
- автор песни и вокал: Juan Gabriel
- Arreglo y dirección musical: Eduardo Magallanes
- Musicalización: Jesús Blanco
- Edición: Antonio Trejo, Juan José Franco, Luis Horacio Valdés
- Jefe de producción: Guillermo Gutiérrez
- Gerente de producción: Diana Aranda
- Productor asociado: Arturo Lorca
- Director de cámaras en locación: Jesús Acuña Lee
- Directora de escena en locación: Mónica Miguel
- Director de cámaras: Alejandro Frutos
- Directora de escena: Miguel Córcega
- Productora: Carla Estrada

## Награды и премии

### ACE (4 из 4)
Победителями стали:
- лучшим актёром стал Серхио Гойри.
- лучшими режиссёрами-постановщиками признаны Мигель Корсега и Моника Мигель.
- Гарри Гейтнер получил премию за лучшую мужскую роль.
- Карла Эстрада получила премию за лучший телесериал.

### TVyNovelas(3 из 9)
- лучшим актёром второго плана признан Серхио Гойри.
- лучшим молодым актёром признан Освальдо Бонавидес.
- лучшими режиссёрами-постановщиками признаны Мигель Корсега и Моника Мигель.